# El Redal
El Redal es un municipio de la comunidad autónoma de La Rioja (España). Pertenece al partido judicial de Calahorra y estuvo integrada en el denominado Valle de Ocón. Está situada en una llanura, al noreste de la Villa de Ocón. Es un pueblo eminentemente agrícola, donde se cultiva una creciente plantación de viñedos, en detrimento de los almendros. El resto del paisaje agrícola está dedicado a los olivos, la cebada y los productos de huerta (setas y champiñones principalmente), junto a los extensos prados que sirven de pasto a los rebaños de ovejas. 

## Geografía
Integrado en la comarca de Rioja Media, se sitúa a 30 kilómetros de Logroño. El término municipal está atravesado por la carretera nacional N-232, en el pK 383, por la carretera autonómica LR-259, que permite la comunicación con Ausejo y Corera, y por una carretera local que conecta con el municipio de Ocón. El relieve del municipio está definido por una suave pendiente descendente de sur a norte, con algunos barrancos, de forma que la altitud oscila entre los 685 metros al sureste y los 415 metros al norte. El pueblo se alza a 528 metros sobre el nivel del mar. 
| Noroeste: Corera        | Norte: Corera y Alcanadre | Noreste: Ausejo        |
| Oeste: Corera           |                           | Este: Ausejo           |
| Suroeste: Corera y Ocón | Sur: Ocón                 | Sureste: Ausejo y Ocón |

## Historia
En las inmediaciones de El Redal se asentaron pobladores berones y, más tarde, romanos y árabes, como atestigua el yacimiento berón de Partelapeña. El Yacimiento de Partelapeña ocupa once hectáreas aproximadamente y se encuentra junto al barranco de la Madre o de la Amoladera. Aquí vivieron los primitivos habitantes del Valle de Ocón entre finales de la Edad del Bronce (siglos IX y siglo X a. C.) y los siglos I y II de nuestra era. Los trabajos realizados han aportado piezas que podrían pertenecer al Eneolítico. La mayor extensión de este asentamiento se alcanzó en época celtibérica y en la romanización.
Las cabañas más antiguas se ubicaron sobre la superficie de un espolón rocoso. El poblado fue ampliándose y las construcciones empezaron a adosarse a la roca, con materiales poco resistentes a las inclemencias del tiempo. Las actividades principales de estos habitantes eran la agricultura, la ganadería y la artesanía. Se han encontrado vasijas de gran tamaño que servirían para albergar los excedentes de producción agrícola. El asentamiento fue abandonándose de una manera paulatina en busca de otros núcleos de explotación. 
Después de la conquista de la zona por Sancho el Mayor de Navarra, a principios del siglo XI, se convirtió en un señorío que terminaría cedido en 1040 como dote de García el de Nájera a doña Estefanía de Berenguer. 
Las disputas territoriales entre Castilla y Navarra alcanzarían el Valle, resolviéndose muchas veces con el intermediario monarca inglés, Enrique II de Inglaterra.
El señorío pasó en 1379 a los Condes de Treviño, quienes lo mantuvieron hasta la abolición de este sistema jurisdiccional, en el siglo XIX. A mediados de este siglo se independizó de la villa de Ocón. 
En un punto situado entre los años 1790 y 1801, El Redal  se integra junto con otros municipios riojanos en la Real Sociedad Económica de La Rioja, la cual era una de las sociedades de amigos del país fundadas en el siglo XVIII conforme a los ideales de la ilustración.

## Geografía humana

### Demografía
Cuenta con una población de 142 habitantes (INE 2024).
| Gráfica de evolución demográfica de El Redal entre 1842 y 2021                                                        |
| |
| Población de derecho según los censos de población del INE. Población de hecho según los censos de población del INE. |

El Redal siempre ha sido una localidad pequeña de unos 500 habitantes, pero hasta los años 60 la localidad tenía cierta importancia ya que en esta se encontraba el trujal y una fábrica de harinas "Harinas Vázquez"  a las que acudían los agricultores de localidades cercanas, incluso mayores como Ausejo, a llevar sus cosechas. 
Durante el éxodo rural de los años 60 y 70 el pueblo sufrió un descenso demográfico dejándolo en unos 200 habitantes. A diferencia de las localidades limítrofes como Corera o Galilea, durante el siglo XXI, no ha conseguido retener a la población sino todo lo contrario ha seguido perdiendo población de manera constante y gradual. La falta de industrias y empresas locales ha hecho que la población joven abandone la localidad en busca de posibilidades laborales ajenas a la agricultura.

## Administración
| Periodo   | Nombre                                             | Partido |
| --------- | -------------------------------------------------- | ------- |
| 1979-1983 | Venancio Resa Benito                               | UCD     |
| 1983-1987 | Pablo Ruiz Fernández                               | AP      |
| 1987-1991 | José Vázquez García                                | AP      |
| 1991-1995 | José Sagasti de la Concepción                      | PP      |
| 1995-1999 | Hilario Bretón Laya                                | PP      |
| 1999-2003 | Hilario Bretón Laya                                | PP      |
| 2003-2007 | José Luis Cruz Gómez Bretón                        | PP      |
| 2007-2011 | José Luis Cruz Gómez Bretón/ Miguel Saénz Martínez | PP      |
| 2011-2015 | José Miguel Cadarso Ruiz                           | PP      |
| 2015-2019 | José Miguel Cadarso Ruiz                           | PP      |
| 2019-2023 | José Miguel Cadarso Ruiz                           | PP      |
| 2023-act. | José Miguel Cadarso Ruiz                           | PP      |

## Arte

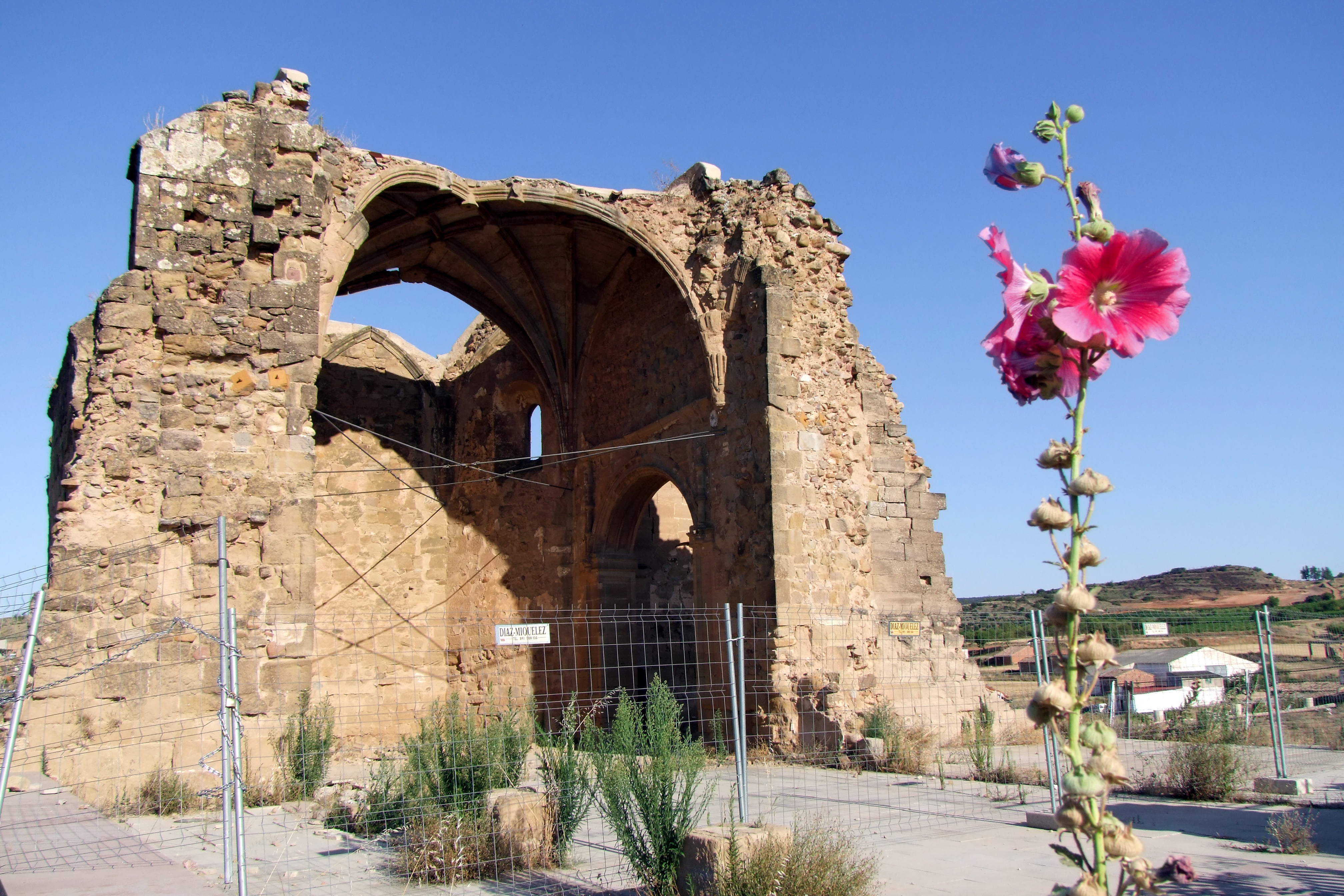
Ermita de San Justo y San Pastor.

- Iglesia Parroquial de Nuestra Señora de las Virtudes

La edificación del templo se inició a mediados del siglo XVI, por Domingo y Tomás de Saracíbar. Sin embargo, en 1854, Juan de Juaristi tuvo que hacer una reconstrucción completa de la capilla mayor. 
En el siglo XVII se detuvieron las obras por falta de recursos de quienes las habían patrocinado hasta entonces. Juan Raón fue el que reanudó las obras. 
Se trata de un edificio construido en sillería, que contiene una nave en cuatro tramos y una cabecera ochavada de cinco paños. La cabecera y el primer tramo están cubiertos con crucerías estrelladas, mientras los lunetos cubren el resto. Se apoya con ménsulas, sobre columnas toscanas adosadas y pilastras toscanas. Hay dos portadas: una adintelada y, otra al Sur, decorada con molduras mixtilíneas, pilastras y un segundo cuerpo que alberga la Virgen junto a un frontón curvo. Destaca el impresionante retablo barroco, en cuyo hueco central alberga a la Virgen de las Virtudes. La torre está anexa a la iglesia y consta de cuatro cuerpos de sillería.
- Ermita de San Justo y San Pastor

Está situada en un altozano, a la salida de la población. Está en completa ruina. Se trataba de un edificio construido en sillería que constaba de una nave en dos tramos, crucero y cabecera ochavada de tres paños. El brazo sur del crucero se modificó para construir una capilla renacentista. La torre estaba al sur. Quedan en pie los muros de la cabecera, el crucero, la bóveda del crucero y el pórtico. Parece que el edificio se construyó a principios del siglo XVI. Probablemente fuera la antigua parroquia.

## Fiestas y tradiciones
- Quintos: Tercer fin de semana de febrero.
- Domingo de Resurrección: Se realiza la Fiesta del Judas, por la cual se hace un muñeco de paja vestido con ropas viejas, que se quema en la plaza Mayor. Simboliza la quema de los pecados, y la purificación del alma.
- Procesión General de Tierra de Ocón. Se realiza el 13 de mayo. Al igual que en el resto de pueblos del valle de Ocón, se sale por todo el pueblo y los campos de alrededor en procesión con San Cosme y San Damián, en la que se va pidiendo agua.
- Corpus Christi (mayo o junio). Las calles de El Redal se adornan con los típicos altares de flores, que embellecen el pueblo.
- Día de La Rioja: Se celebra el 9 de junio. Se celebran ranchos entre las diferentes cuadrillas y hay bailes regionales.
- San Justo y San Pastor: Son las fiestas patronales y se celebran del 3 al 8 de agosto. Es tradición cocinar roscos que se bendicen en la misa mayor y después se cuelgan en las andas de los patrones. Hay degustaciones (panceta, choricillo, migas y zurracapote), torneos de cartas y de parchís, mercadillos, partidos de pelota, verbenas y diversas actuaciones. Destacan los concursos de tortilla y de ranchos entre los vecinos del pueblo.
- San Roquito: Se celebra el 28 de noviembre. Se conmemora que una epidemia de peste que afectó a los pueblos del entorno no llegó a El Redal. Se encienden hogueras por todo el pueblo con la idea de alejar los malos augurios. Desde hace unos años se prepara una gran paella para todos los vecinos.

## Economía
La localidad es eminentemente agrícola, aunque hasta los años 60 también era la ganadería una pieza fundamental en la economía local, puesto que existían zonas de corrales como El Tejar donde vivían varias familias que vivían del pastoreo, principalmente el ovino. Tras el éxodo de los 60 y el declive general de la ganadería en España, en El Redal sólo quedó un pastor con ovejas en este término, y tras la jubilación de este a principios de siglo XXI, la ganadería ha desaparecido en la localidad.
Por tanto la agricultura ha pasado a ser la principal, si no prácticamente la única, actividad económica del municipio. La agricultura está basada en la vid, el olivo y el almendro principalmente, con un auge de la primera en detrimento del último. Alrededor de esta actividad ha surgido la Cooperativa Vinícola San Cosme y San Damián, que también genera riqueza y puestos de trabajo en el municipio. Además también existe una pequeña industria del cultivo de champiñón, que se ha ido implantando en los últimos 30 años y que ha ido a más, con la creación de varias empresas dedicadas a dicho cultivo.
El sector secundario es nulo en la localidad tras el cierre de la fábrica de harinas "Harinas Vázquez" a finales del siglo XX. Esta fábrica aunque pequeña, generaba puestos de trabajo y riqueza en la localidad, pero la fuerte competencia de las grandes harineras a finales del siglo pasado hizo que se cerrasen muchas de estas pequeñas fábricas de carácter más familiar, como eran la de El Redal o la de Corera.
Y el sector servicios es pequeño, y está formado por una tienda de comestibles, dos bares, tres casas rurales y un taller mecánico especializado en maquinaria agrícola. También hay en la localidad personas que trabajan en el sector de la construcción, albañiles, electricistas, etc. 

## Asociaciones Culturales
Hay cuatro Asociaciones Culturales: 
- Asociación de Amas de Casa
- Asociación de jubilados Principios de Siglo
- Asociación juvenil El Redal en movimiento. Se encarga de dinamizar el pueblo con actividades durante todo el año, destacando: Quema del judas- Semana Santa-, Vidaleño- julio- y carrera solidaria- octubre.
- Asociación de San Justo y San Pastor. Creada en 2005, se encarga de la organización de las fiestas patronales y publica una revista patrocinada por las empresas del pueblo.

## Turismo
El Redal posee una casa rural y un albergue. Tanto en el pueblo como en los parajes de alrededor hay numerosos lugares que visitar.
- Visita al trujal (prensa donde se estruja la uva o se exprime la aceituna), perteneciente a un vecino del pueblo.
- Visitas a las bodegas de champiñones y setas.
- Visita a la Cooperativa Vinícola "San Cosme y San Damián".
- Visita guiada al Molino de Ocón: Se trata de un molino reconstruido, en el que se pueden contemplar los restos del antiguo molino, gracias a las excavaciones.
- Alrededores: Desde el barranco de Santa Lucía y el Castillo de La Villa se puede contemplar el Valle de Ocón y el Valle del Ebro. Son recomendables para ir a pie. En el recorrido se puede contemplar la gran variedad de vegetación de la zona, además de los espléndidos paisajes.

## Flora
La vegetación es muy variada. Las zonas no cultivadas están pobladas por matorral y plantas aromáticas, como el tomillo. De entre los árboles, destacan las encinas, los robles y las hayas, sobre todo a medida que se va ascendiendo por Sierra la Hez.

## Personas destacadas
- Juan de Ocón (1584-1656), arzobispo de Charcas.
- Francisco Casto Royo (1739-1803), arzobispo de Almida.
- Agustín Araoz Balmaseda, liberal y capitán general de Navarra tras las guerras carlistas.